# Рейлі Сміт (хокеїст)
Рейлі Сміт (англ. Reilly Smith, нар. 1 квітня 1991, Етобіко) — канадський хокеїст, крайній нападник клубу НХЛ «Вегас Голден Найтс».

## Ігрова кар'єра
Хокейну кар'єру розпочав 2006 року.
2009 року був обраний на драфті НХЛ під 69-м загальним номером командою «Даллас Старс».
Сміт був обраний на драфті НХЛ 2009 року клубом «Даллас Старс» в 3 раунді під загальним 69-м номером. Потім Рейлі відіграв три сезони за команду «Маямі РедГокс».
25 березня 2012 року Рейлі підписав трирічний контракт новачка з «Даллас Старс». У сезоні 2011–2012 відіграв за «Зірок» 3 матчі.
Під час локауту в НХЛ в сезоні 2012-13 грав за фарм-клуб «Даллас Старс» — «Техас Старс». У 45 матчах проведених в АХЛ записав на свій рахунок 45 очок. Після завершення локауту продовжив кар'єру в «Даллас Старс». Свою першу шайбу в НХЛ закинув 15 лютого 2013 року, в матчі проти «Ванкувер Канакс», закинувши шайбу в ворота Корі Шнайдера. Всього в сезоні 2012-13 в НХЛ провів на льоду 37 матчів, в яких закинув 3 шайби і віддав 6 результативних передач.
4 липня 2013 року Рейлі Сміт став частиною великої угоди між «Даллас Старс» і «Бостон Брюїнс», з обміну головним чином двох хокеїстів — Тайлера Сегіна і Луї Ерікссона, в якій брали участь аж сім гравців. В результаті Рейлі Сміт разом з трьома партнерами по команді Луї Ерікссоном, Джо Морроу і Меттом Фрезером були обмінені в «Бостон Брюїнс» на Тайлера Сегіна, Річа Певерлі і Раяна Баттона.
Перший регулярний сезон за «Бостон Брюїнс» для Сміта став вельми успішним. Рейлі закріпився в основному складі «Брюїнс» і провів на льоду 82 матчі, в яких набрав 51 очко. За підсумками регулярного сезону «Бостон Брюїнс» потрапили в розіграш плей-оф Кубка Стенлі 2014 року. Крім того «Брюїнс» виграли регулярний чемпіонат і стали володарями Кубка Президента. Однак в півфіналі Східної конференції в семиматчевій серії вони були зупинені хокеїстами «Монреаль Канадієнс». Рейлі в плей-оф провів на льоду 12 матчів в яких записав на свій бомбардирський актив 4 шайби і 1 результативну передачу.
1 липня 2015 був обміняний в клуб «Флорида Пантерс». «Брюїнс» також віддали «Флориді» права на Марка Савара, а натомість отримали Джиммі Гейза.
Влітку 2016 року продовжив контракт з «Флоридою» на 5 років.
21 червня 2017 р. «Пантерс» обміняли Рейлі Сміта на Драфті розширення НХЛ 2017 року в «Вегас Голден Найтс» через проблеми із зарплатою. Він і його товариш по команді Джонатан Марчессо були придбані командою «Вегас Голден Найтс».
Усього провів 365 матчів у НХЛ, включаючи 18 матчів плей-оф Кубка Стенлі.

## Статистика
| Сезон        | Клуб                   | Ліга         | Регулярний сезон | Регулярний сезон | Регулярний сезон | Регулярний сезон | Регулярний сезон | Плей-оф | Плей-оф | Плей-оф | Плей-оф | Плей-оф |
| Сезон        | Клуб                   | Ліга         | І                | Г                | П                | О                | ШХ               | І       | Г       | П       | О       | ШХ      |
| ------------ | ---------------------- | ------------ | ---------------- | ---------------- | ---------------- | ---------------- | ---------------- | ------- | ------- | ------- | ------- | ------- |
| 2006–07      | «Торонто Нешинелс»     | GTHL         | 70               | 80               | 77               | 157              | 56               | —       | —       | —       | —       | —       |
| 2007–08      | «Сейнт Майклс Баззерс» | ХЛО (мол.)   | 38               | 31               | 24               | 55               | 92               | 1       | 0       | 0       | 0       | 2       |
| 2008–09      | «Сейнт Майклс Баззерс» | ХЛО (мол.)   | 49               | 27               | 48               | 75               | 44               | 6       | 9       | 5       | 15      | 10      |
| 2009–10      | «Маямі РедГокс»        | ЦКХА         | 44               | 8                | 12               | 20               | 24               | —       | —       | —       | —       | —       |
| 2010–11      | «Маямі РедГокс»        | ЦКХА         | 38               | 28               | 26               | 54               | 18               | —       | —       | —       | —       | —       |
| 2011–12      | «Маямі РедГокс»        | ЦКХА         | 39               | 30               | 18               | 48               | 22               | —       | —       | —       | —       | —       |
| 2011–12      | «Даллас Старс»         | НХЛ          | 3                | 0                | 0                | 0                | 2                | —       | —       | —       | —       | —       |
| 2012–13      | «Техас Старс»          | АХЛ          | 45               | 14               | 21               | 35               | 20               | 7       | 0       | 4       | 4       | 0       |
| 2012–13      | «Даллас Старс»         | НХЛ          | 37               | 3                | 6                | 9                | 8                | —       | —       | —       | —       | —       |
| 2013–14      | «Бостон Брюїнс»        | НХЛ          | 82               | 20               | 31               | 51               | 14               | 12      | 4       | 1       | 5       | 0       |
| 2014–15      | «Бостон Брюїнс»        | НХЛ          | 81               | 13               | 27               | 40               | 20               | —       | —       | —       | —       | —       |
| 2015–16      | «Флорида Пантерс»      | НХЛ          | 82               | 25               | 25               | 50               | 31               | 6       | 4       | 4       | 8       | 0       |
| 2016–17      | «Флорида Пантерс»      | НХЛ          | 80               | 15               | 22               | 37               | 17               | —       | —       | —       | —       | —       |
| Усього в НХЛ | Усього в НХЛ           | Усього в НХЛ | 365              | 76               | 111              | 187              | 92               | 18      | 8       | 5       | 13      | 0       |